# Romen
Der Romen (ukrainisch Ромен) ist ein rechter Nebenfluss der Sula mit einer Länge von 111 km und einem Einzugsgebiet von 1.645 km². Der Fluss entspringt nordöstlich von Jurowka in der Oblast Sumy. Er fließt zuerst nach Westen in die Tschernihiw, wendet sich dann nach Südosten und mündet in der Stadt Romny in die Sula. Die mittlere Abflussmenge beträgt an der Mündung 3 m³ pro Sekunde.